# Crane Wildlife Refuge
Crane Wildlife Refuge (vollständig Crane Wildlife Refuge on the Crane Estate) ist ein 697 Acres (2,8 km²) großes Naturschutzgebiet auf dem ehemaligen Anwesen von Richard T. Crane, Jr., zu dem auch der benachbarte Castle Hill gehörte. Es befindet sich im Nordosten des Bundesstaats Massachusetts der Vereinigten Staaten und wird von der Organisation The Trustees of Reservations verwaltet.

## Geschichte
Dort, wo sich heute das Schutzgebiet erstreckt, unterhielten die Agawam-Indianer Einrichtungen zur Landwirtschaft und fingen in den Sommermonaten Schalen- und Krustentiere rund um die benachbarten Inseln. Noch heute sind ein Wohnhaus sowie eine Scheune aus dem 18. Jahrhundert erhalten und erinnern an die Vergangenheit des Gebiets.
1974 konnte das Schutzgebiet aufgrund eines Geschenks von Miné S. Crane an die Trustees of Reservations eingerichtet werden; sie ist gemeinsam mit ihrem Ehemann Cornelius Crane auf der höchsten Erhebung von Choate Island begraben. Weitere Grundstücke wurden den Trustees 1981, 1993, 1995 und 2001 geschenkt. Ferner konnte die Organisation im Jahr 2000 die Insel Pine Island käuflich erwerben.

## Schutzgebiet
Das Schutzgebiet befindet sich in direkter Nachbarschaft zum Crane Beach und bildete mit diesem und dem Castle Hill gemeinsam im frühen 20. Jahrhundert das Anwesen des Chicagoer Industriellen Richard T. Crane, Jr. Das heutige Schutzgebiet setzt sich aus mehreren Küstenabschnitten – darunter ein Teil des Castle Neck – und insgesamt sieben Inseln (Choate, Long, Dean, Dilly, Pine, Patterson und Round Island) im Mündungsbereich des Essex River zusammen. Es ist von der Great Marsh umgeben, der mit einer Gesamtfläche von mehr als 25.000 Acres (101,2 km²) größten zusammenhängenden Salzwiese in Neuengland, die sich vom Hafen in Hampton in New Hampshire bis nach Gloucester in Massachusetts erstreckt.
Choate Island ist mit einer Fläche von 135 Acres (54,6 ha) die größte Insel im Schutzgebiet und bietet einer Vielzahl von Vögeln und Säugetieren einen Lebensraum. Häufig anzutreffen sind Rothirsche, Fischermarder, Kojoten und Otter. Der im 20. Jahrhundert angepflanzte Fichtenwald zieht Indianergoldhähnchen und Eckschwanzsperber an, während die Grasflächen der Insel Reisstärlingen und einer amerikanischen Unterart von Sperlingen (Passerculus sandwichensis) einen Lebensraum bietet. An der Küste leben Möwen, Sanderlinge und Schnepfenvögel.
Den Besuchern stehen insgesamt 3,5 mi (5,6 km) Wanderwege zur Verfügung. Das Schutzgebiet ist für Mitglieder der Trustees kostenfrei zugänglich und täglich geöffnet.